# Orthospinus franciscensis
Orthospinus franciscensis é a única espécie de peixe da família Orthospinus, nativa da bacia do rio São Francisco, no Brasil.

## Descrição e características
Conhecido pelo nome comum de piaba, é um peixe teleósteo, de pequeno tamanho e onívoro, com aparelho digestório adaptado a dieta carnívora, ou seja, são peixes que "preferem ambientes de correnteza mais fraca e com muita vegetação. São onívoros, podendo ingerir algas, organismos planctônicos, insetos aquáticos ou terrestres que por acaso caiam na água, outros peixes e restos de vegetais", o que lhes confere uma maior adaptabilidade às mudanças ambientais.
Segundo descrição de Barcellos et. al., "possui dentes cônicos distribuídos em duas faixas, tanto no maxilar quanto no pré-maxilar. Possui corpo achatado e alto e a peculiaridade de um espinho pré-dorsal articulado junto à base da nadadeira dorsal voltado para frente, além de um alongamento dos primeiros raios da nadadeira anal. Lateralmente o animal apresenta uma faixa escura de melanina".